# معدن هرازدان
معدن هرازدان (ارمنی: Հրազդանի հանք؛ انگلیسی: Hrazdan mine) یک معدن بزرگ در استان کوتایک در مرکز ارمنستان می‌باشد. هرازدان یکی از بزرگترین ذخایر آهن در ارمنستان می‌باشد و برآورد می‌شود ذخایری حاوی ۷۷ میلیون تن سنگ آهن با درجه ۴۰٪ را دارا باشد.